# Walter Drude
August Wilhelm Theodor Hermann Walter Drude (* 23. Februar 1863 in Opperhausen; † 22. November 1931 in Helmstedt) war ein deutscher evangelisch-lutherischer Pfarrer, Generalsuperintendent und Schulinspektor.

## Leben
Walter Drude wurde 1863 als Sohn eines Pfarrers in Opperhausen, heute eine Ortschaft der Stadt Einbeck, geboren. Er besuchte das Gymnasium in Holzminden und studierte anschließend von 1881 bis 1884 evangelische Theologie in Tübingen, Leipzig und Erlangen. Nach dem Studium war er ab 1885 am Gymnasium in Holzminden tätig, zunächst als Collaborator, später ab 1889 als Religionslehrer. Er hatte danach von 1891 bis 1897 eine Pfarrstelle im heute zu Einbeck gehörenden Naensen inne. Er wechselte nachfolgend als Hauptpastor, Superintendent und Schulinspektor nach Stadtoldendorf. Im Jahr 1906 wurde er auf eine neu eingerichtete Dozentenstelle am Predigerseminar in Wolfenbüttel berufen. Er war gleichzeitig Pfarrer in Atzum. Drude wurde 1914 zum Generalsuperintendenten in Gandersheim ernannt, womit er der letzte derartige Amtsträger in der Braunschweigischen Landeskirche wurde, da das Amt des Generalsuperintendenten in der neuen Verfassung von 1922 aufgehoben wurde. Von 1916 bis zu seiner Emeritierung 1930 war er Mitglied der Landessynode. Drude starb im November 1931 im Alter von 68 Jahren in Helmstedt.

## Schriften (Auswahl)
- Die Aufsicht über die Volksschulen. Vortrag, gehalten von W. Drude. Julius Zwissler, Wolfenbüttel 1903. (Digitalisat)